# Icius hongkong
Icius hongkong là một loài nhện trong họ Salticidae.
Loài này thuộc chi Icius. Icius hongkong được Da-xiang Song et al miêu tả năm 1997..